# 易卜拉欣·阿基勒
易卜拉欣·阿基勒（1962年12月24日—2024年9月20日）是拉德萬部隊前指揮官，也當過福阿德·舒庫爾的副手。
20世纪80年代，易卜拉欣·阿基勒參與實施1983年美國駐黎巴嫩大使館爆炸案以及1983年贝鲁特军营炸弹袭击。 2019年9月，美国国务院将他列入特别指定的全球恐怖分子名單中。
2024年9月20日，阿基勒在哈雷特赫赖克開會時被以色列空军炸死。